# Medaile Žukova
Medaile Žukova (rusky Медаль Жукова) je ruské vyznamenání, zřízené 30. prosince 1995 u příležitosti stého výročí narození maršála Georgije Konstantinoviče Žukova.
Na přední straně je vyobrazen reliéf G. K. Žukova, na jehož uniformě je možné vidět čtyři hvězdy symbolizující Hrdiny Sovětského svazu. V horní části je azbukou napsáno jméno Georgij Žukov – Георгий Жуков. V dolní části se nacházejí vavřínové listy znamenající vítězství. Na zadní straně medaile jsou na půlvětévce vavřínové listy a letopočet 1896-1996. Medaile je vyrobena z mosazi a její průměr čítá 32 milimetrů. Stuha má šíři 24 milimetrů, na pravé straně je červená a na levé straně má zlatohnědé pruhy.
Medaile byla určena jako ocenění příslušníků Rudé armády, NKVD, válečného námořnictva či bojovníkům proti fašismu za významné zásluhy.
Nosí se na levé straně za Medailí 50 let vítězství ve Velké vlastenecké válce 1941 – 1945.